# Jeřáb sitka

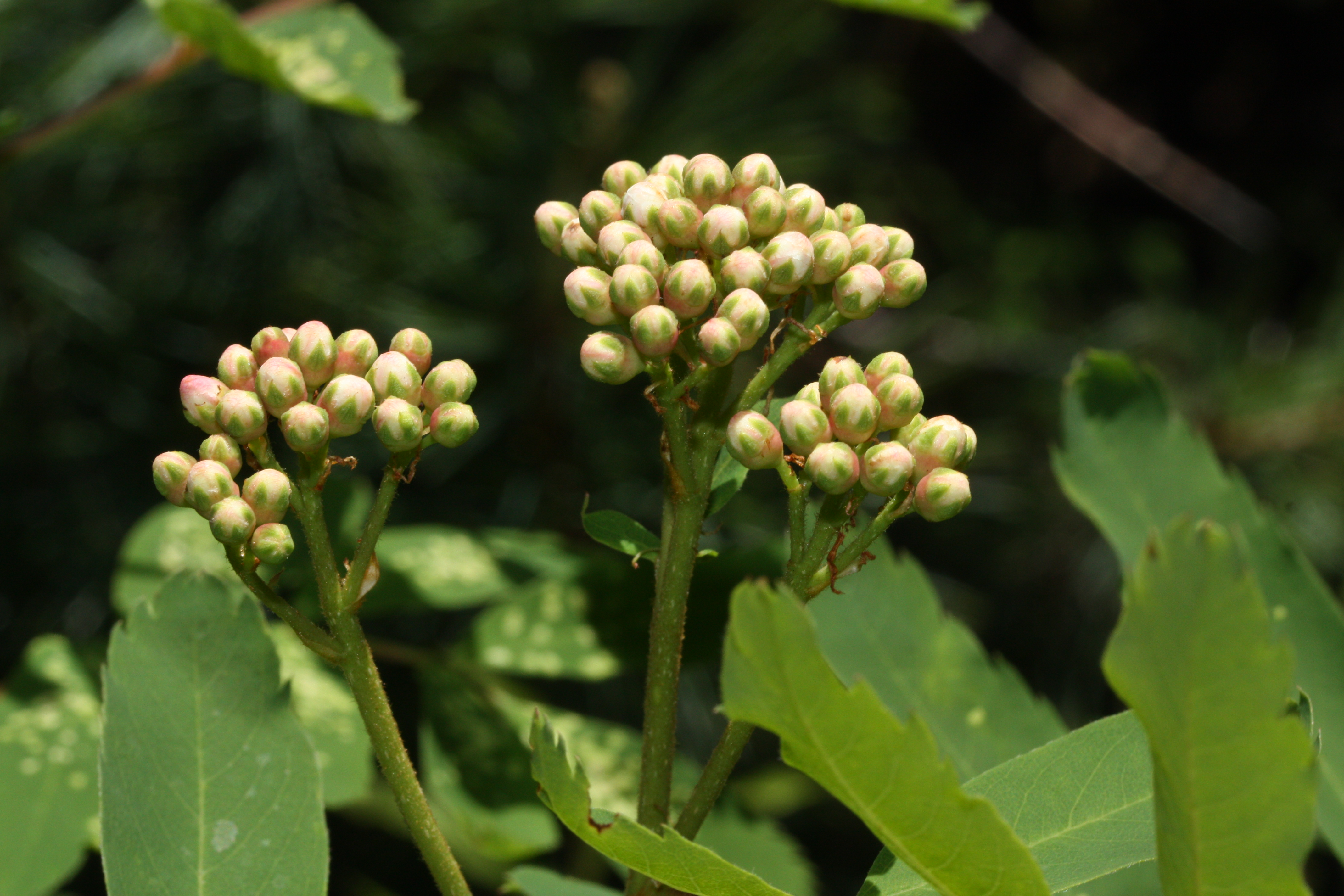
Květy v pupenech

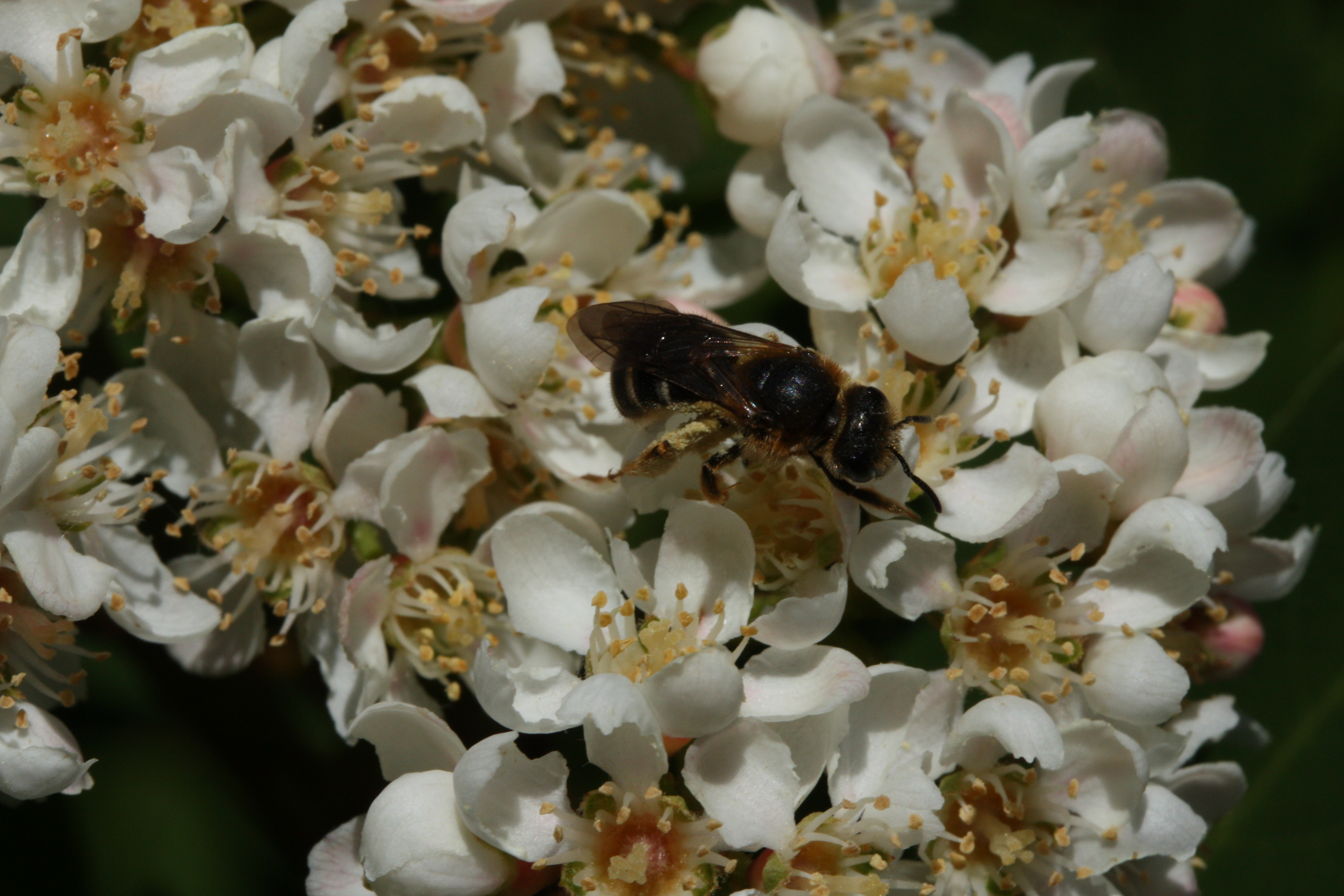
Rozvité květy

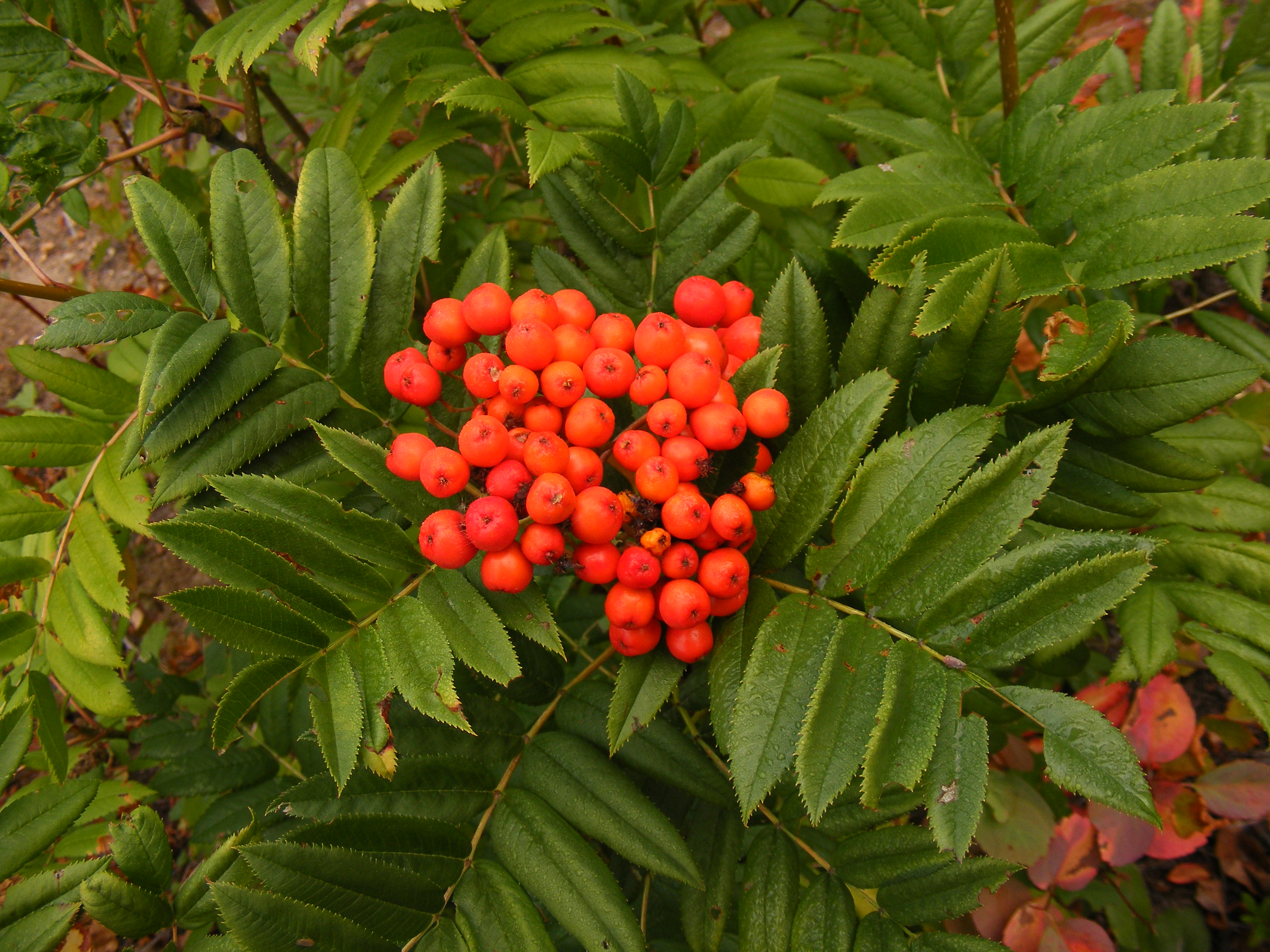
Listy a plody

Jeřáb sitka (Sorbus sitchensis) je listnatá, opadavá, keřovitá dřevina pocházející a rostoucí na západě Severní Ameriky. Druh se vyskytuje od jižní Aljašky přes Yukon, Albertu a Britskou Kolumbii v Kanadě a ve Washingtonu, Montaně, Idahu a Oregonu až po Kaskádové pohoří v severní Kalifornii ve Spojených státech amerických. Mimo výše uvedených míst, kde je jeřáb sitka původním druhem, se jako okrasná rostlina pěstuje i na místech mimo Ameriku, včetně Evropy.

## Ekologie
Dřevina patří vlhkomilné druhy, neboť často vyhledává stanoviště s půdou alespoň sezónně nasycenou vodou. Vyskytuje se především na bohatých vlhkých půdách podél vodních toků nebo jezer, obvykle ve spojení s jehličnany. Roste v zeminách od lehkých písčitých přes střední hlinité až po těžké jílovité, které jsou mírně kyselé až slabě zásadité. Rostlině se nejlépe daří v půdě humózní a výživné, snese však i kamenitou a nutričně velmi chudou. Toleruje silný vítr, ne však vanoucí od moře a přinášející slanou mlhu. Vyskytuje se od nulové nadmořské výšky až po horské hřebeny sahající k 3000 m n. m. Ve vyšších výškách, kde mnohem častěji prší, roste i na průběžně suchých, kamenitých a neúživných půdách.
Přirůstá poměrně pomalu, přesto bývá při obnově lesa vysazován na některých místech jako průkopnický druh. Nejčastěji to bývá při obnově břehů horských potoků, na horských svazích po okrajích lavinových drah, na rašeliništích či jiných zamokřených místech. Roste na plném slunci, maximálně na místech jen přechodně zastíněných, nejčastěji je ke spatření po okrajích horských lesů, na jejích světlinách či umělých prolukách po těžbě dřeva či vypalování, stejně jako v loukách na horských stráních. Po poškození či seřezání nadzemní části má zakořeněná dřevina dobrou schopnost obnovy, z pařezů či kořenů opět vyroste nový jedinec.
Odhaduje se, že v Severní Americe roste asi na 1000 km² a jeho populace je stabilní, proto je IUCN hodnocen jako málo dotčený taxon (LC).

## Popis
Jeřáb sitka je obvykle vzpřímený, v horní části rozložitý keř s až osmi hlavními stonky, dorůstající do výšky 1,5 až 3 metrů. V oblasti Aljašky se překvapivě občas vyskytuje i ve formě stromu vysokého do 6 m a s kmenem o výčetní tloušťce do 15 cm. Ve vyšších polohách, na skalnatých alpských lokalitách chudých na dusík i vláhu, nebývají keře vyšší 1 m. Kůra stromu i větví keře je tenká a hladká, zprvu bývá červeně purpurová až šedohnědá, později přechází v šedočervenou. Zimní pupeny jsou vejčité až kuželovité, velké 8 až 13 mm, nelepkavé, červeně purpurové, matné a řídce porostlé rezavými chlupy.
Střídavě vyrůstající 10 až 20 cm dlouhé listy s vytrvalými palisty jsou složené, lichozpeřené, mívají sedm až jedenáct párů přisedlých lístků vyrůstajících na vřeteně vstřícně. Lístky jsou úzce eliptické až obkopinaté, vejčité či obvejčité, dlouhé od 2 do 6 cm a 0,6 až 2,5 cm široké. Na vrcholu bývají tupé i špičaté, na lícní straně sytě zelené, na rubové matně modrozelené a po obvodě celokrajné či jemně pilovité.
Květy jsou velké asi 15 mm, bílé, vzácněji slabě narůžovělé, pětičetné a skládají latnatá květenství. Samotné květenství rostoucí na lysé stopce mívá v průměru 2 až 8 cm, je tvořeno od několika mála až osmdesáti květy, zprvu je kulovité a později ploché. Oboupohlavný květ má lysou šedou češuli a brvité kališní lístky, bílé či ojediněle narůžovělé korunní lístky jsou vejčité a velké okolo 6 mm. V květu bývá patnáct až dvacet tyčinek s prašníky a tři až čtyři čnělky s bliznami, na které přenáší pyl létající hmyz, případně vítr.
Plod je kulatá až obvejčitá, ve zralosti růžově červená malvice velká 7 až 13 mm. Obsahuje červenohnědá vejčitá semena dlouhá 4 a široká 2,5 mm, mírně zploštělá a někdy slabě asymetrická. Květy rozkvétají v červnu a červenci, plody dozrávají v září a říjnu.

## Význam
Jeřáb sitka má dřevo poměrně měkké, lehké a s jemnou strukturou, které je pro malé rozměry komerčně málo hodnotné. V případě nedostatku travin vhodných k pastvě jsou jeho listy a mladé větvičky spásány dobytkem i spárkatou zvěří. Dřevina produkuje větší množství plodů od věku asi patnácti let a pak již plodí přibližně do padesáti let každoročně.
Plody jsou pro lidi chuťově trpké a jsou považované za nechutné, po přemrznutí však mírně zesládnou a občas bývají používané syrové či zavařené jako kontrastní náplň do koláčů a jiných sladkostí. Ve zralosti většinou neopadají a pokud se nestanou ptačí potravou, zůstávají přes zimu viset v nápadných plodenstvích na holých bezlistých větvích. Semena v sezobaných plodech projdou bez újmy útrobami ptáků, kteří se tak stávají přirození šiřitelé nových semenáčů.